# Simosuchus
Simosuchus clarki
Genre
Espèce
Simosuchus est un genre éteint de crocodyliformes, un clade qui comprend les crocodiliens modernes et leurs plus proches parents fossiles. Il est rattaché au sous-ordre des Notosuchia (ou notosuchiens en français),. C'est un Crocodyliformes de petite taille, facilement identifiable grâce à son nez écrasé qui rappelle celui des chiens de la race carlin, à ses dents en forme de clous de girofle, et à ses membres qui sont couverts d'ostéodermes.
Cet animal a fait l'objet de nombreuses études dans les années suivant sa description, regroupées en 2010 dans un supplément de la revue « Journal of Vertebrate Paleontology »,,,,,.
Une seule espèce est rattachée au genre : Simosuchus clarki, décrite par G. A. Buckley et ses collègues en 2000.

## Étymologie
Son nom de genre Simosuchus combine les mots du grec ancien Simós, qui a le « nez camus (aplati, écrasé) » et Soũkhos, « crocodile » pour donner « crocodile à museau écrasé ». Il est surnommé le « crocodile à nez de chien carlin ».

## Découverte et datation

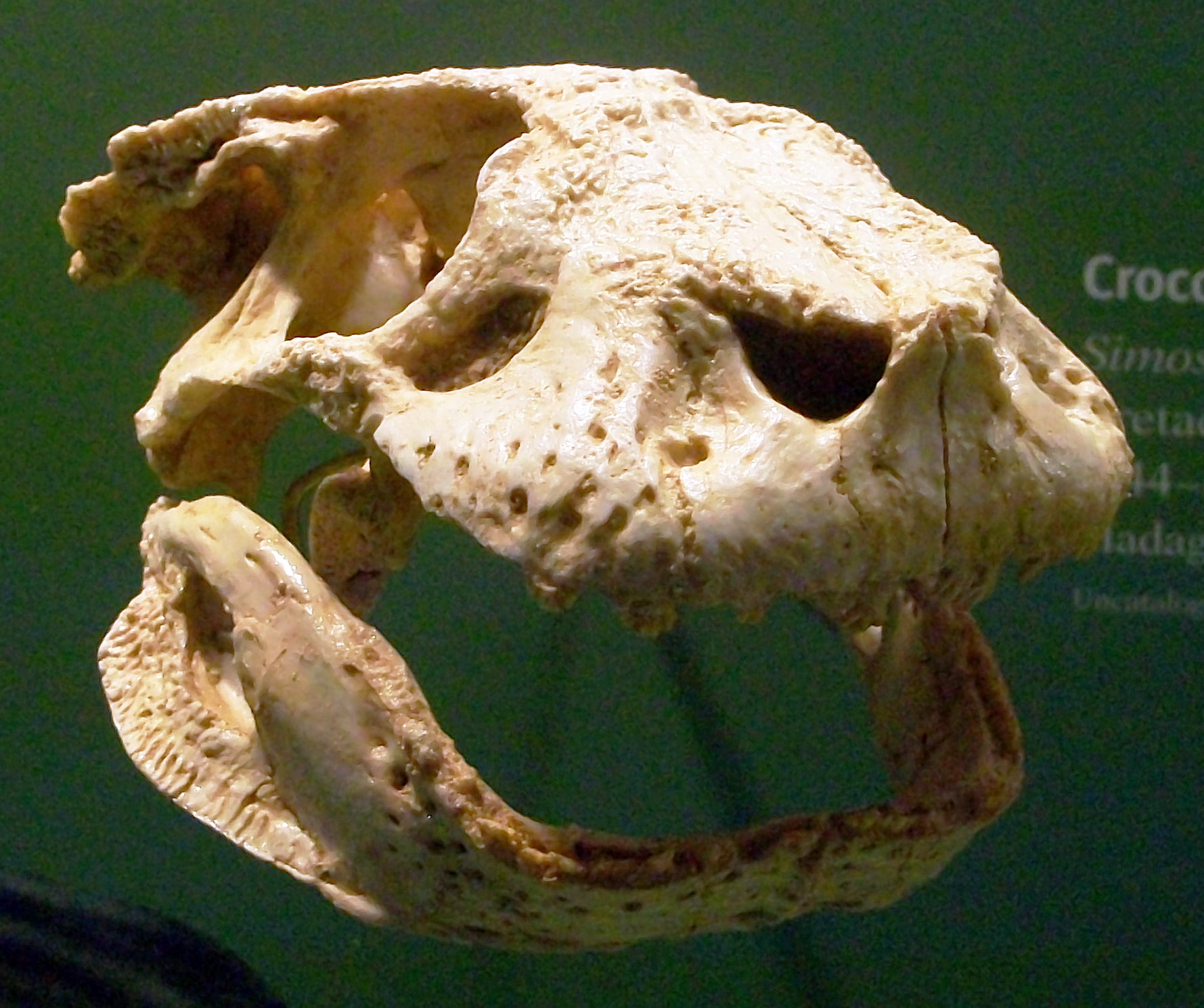
Crâne de Simosuchus clarki au musée Field d'histoire naturelle.

Ses restes fossiles ont été découverts dans le Crétacé supérieur de Madagascar dans la province de Mahajanga. Ils ont été extraits de la formation géologique de Maevarano dans un niveau daté du Maastrichtien, soit il y a environ entre 72,2 et 66,0 millions d'années.
Les fossiles de six spécimens ont été découverts, ce qui permet de disposer de la quasi-totalité des os de l'animal.

## Description

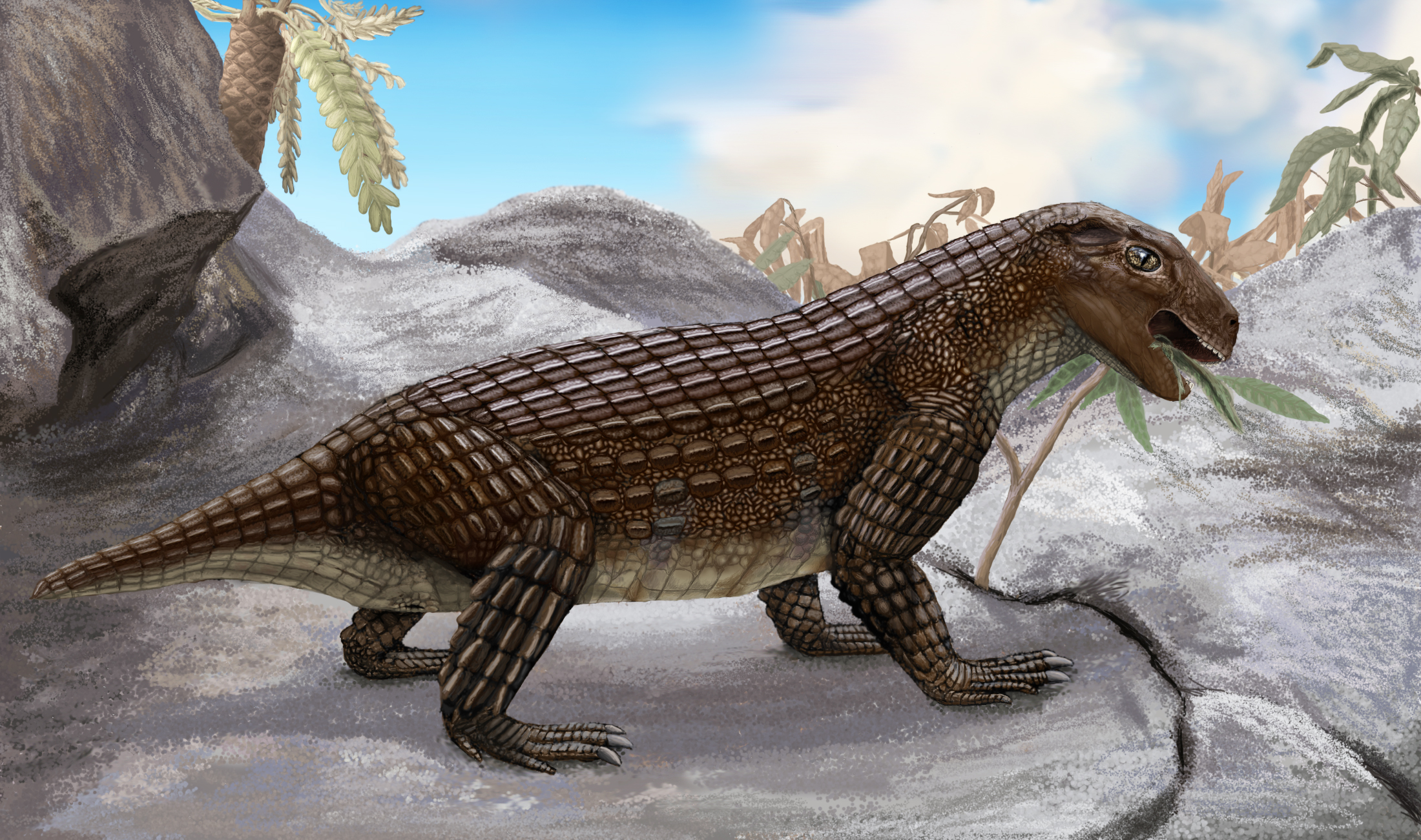
Vue d'artiste de Simosuchus clarki.

Comparaison de taille de S. clarki avec un humain.

### Taille
Simosuchus est un Crocodyliformes de petite taille, de l'ordre de 1 mètre de longueur totale.

### Crâne
Son museau écrasé est une de ses principales caractéristiques anatomiques qui contraste avec les crânes des autres Crocodyliformes qui sont généralement allongés et peu épais. La forme des crânes diffère selon les spécimens, avec des variations dans l'ornementation et les processus osseux. Ces différences peuvent être des indications de dimorphisme sexuel. La partie antérieure du crâne, ou zone préorbitale, est inclinée vers le bas d'environ 45° par rapport à l'horizontale. Ses dents s'alignent sur le devant des mâchoires et sont en forme de clous de girofle. À l'arrière du crâne, le condyle occipital (qui s'articule avec les vertèbres du cou) est renversé vers le bas.
Pas moins de 45 autapomorphies (caractères propres au genre) ont pu être identifiées rien que sur le crâne de l'animal.

### Squelette post-crânien
Le squelette post-crânien de Simosuchus est très semblable à celui des crocodyliformes terrestres. Il s'en distingue cependant par une omoplate large et tripartite avec un processus osseux latéral. La crête deltopectorale (sur le sommet de l'humérus) et de petite taille. Le condyle de l'humérus, qui connecte la ceinture pectorale dans l'articulation de l'épaule a une forme spécifique arrondie et ellipsoïdale.
Les pattes sont solides. Les radius et cubitus s'emboîtent parfaitement. Les pieds avant sont petits mais portent de grandes griffes, ceux de l'arrière sont également réduits. Le fémur présente sur sa face avant une crête peu saillante. Sur le bassin (anatomie), le processus de l'ischium ressemble à un éperon.
La quasi totalité de la colonne vertébrale de Simosuchus est connue. Le cou est composé de 8 vertèbres cervicales, l'échine d'au moins une quinzaine de vertèbres dorsales, la hanche de deux vertèbres sacrées, et la queue de pas plus de 20 vertèbres caudales, ce qui est un nombre réduit pour un Crocodyliformes, lui donnant une queue très courte.

### Ostéodermes
Comme les autres Crocodyliformes, Simosuchus est couvert de plaques osseuses dermiques, des ostéodermes. Elles forment une protection sur le dos, le ventre et la queue de l'animal. Cependant à la différence de ses proches parents, les pattes de Simosuchus sont aussi largement couvertes par ces plaques osseuses. Les ostéodermes du dos, de la queue et des pattes sont poreux et légers, tandis que ceux du ventre sont très plats avec une structure spongieuse.
Son dos est protégé par quatre rangées d'ostéodermes parallèles à l'axe de la colonne vertébrale, avec en plus, de chaque côté de cet ensemble, quatre rangées d'ostéodermes parasagittaux accessoires fermement emboîtés.

## Paléobiologie

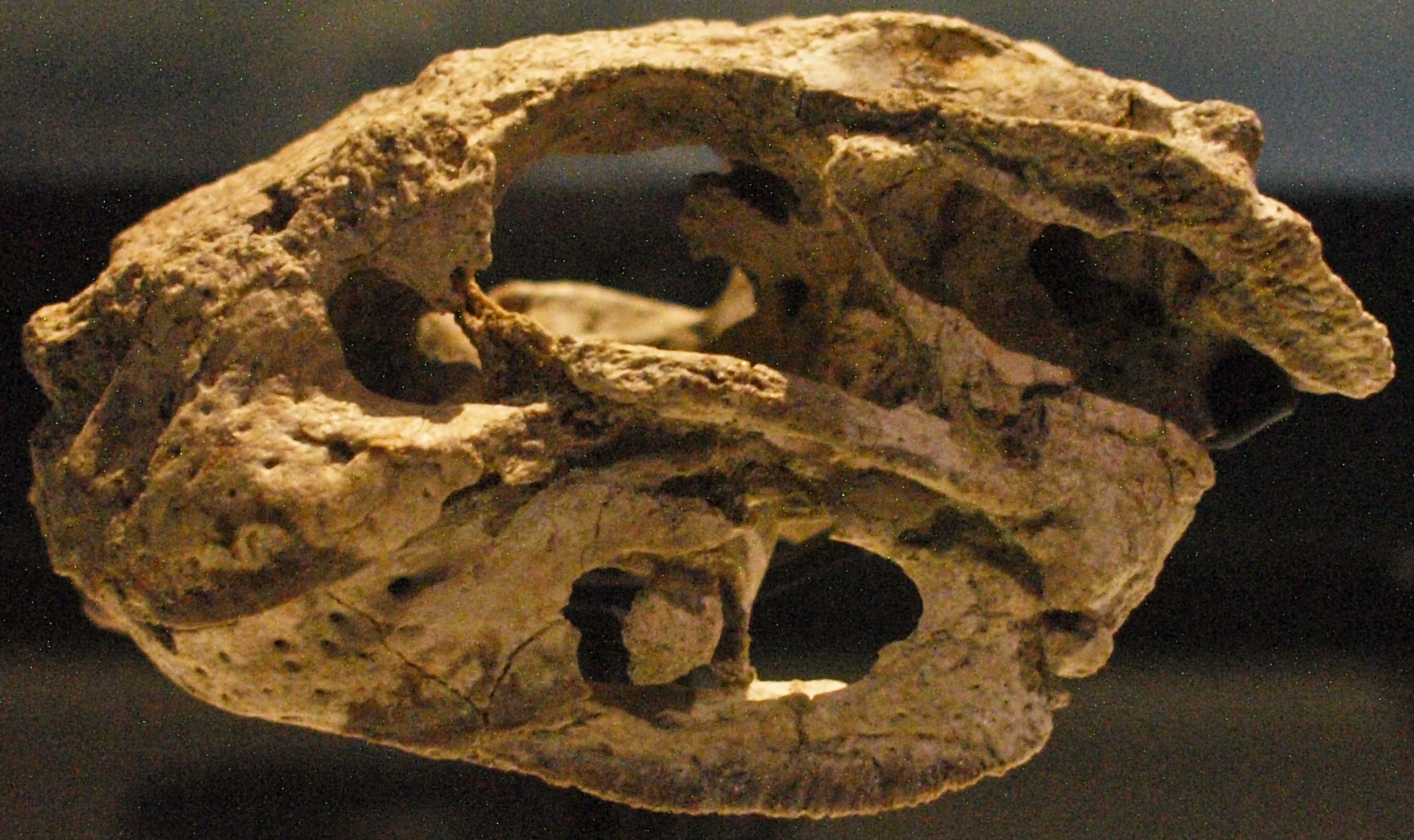
Vue de profil du crâne référencé FMNH PR 2597.

Simosuchus comme les autres notosuchiens était un animal terrestre ; sa queue courte ne lui aurait pas été d'une grande utilité pour nager. Ses dents en forme de clous de girofle, associées à son museau écrasé, indiquent qu'il aurait eu un régime herbivore, une particularité parmi les Crocodyliformes.
Ses pattes robustes et son armure d'ostéodermes peu flexible, limitant les mouvements latéraux de son corps, sont deux éléments qui militent pour une adaptation à une vie entièrement terrestre. La crête deltopectorale de l'humérus et la crête antérieure du fémur constituent des points d'ancrage solides pour de puissants muscles des pattes. Les membres arrière de Simosuchus étaient semi-érigées, et non complètement érigées comme chez la plupart des notosuchiens, ce qui implique que l'animal ne pouvait probablement pas courir.
Un style de vie d'animal fouisseur a été proposé par Kley et ses collègues en 2010. Cette hypothèse ne fait pas consensus, même si plusieurs caractéristiques de l'animal paraissent favorables à une vie de fouisseur, comme les membres robustes, le museau court et des zones d'attaches musculaires développées sur le crâne où pouvaient s'ancrer de puissants muscles du cou très utiles pour creuser.

## Classification
Simosuchus est considéré comme un genre basal de Notosuchia,, assez proche de la famille des Uruguaysuchidae et du genre Libycosuchus selon Bronzati et ses collègues en 2012. Il a même été parfois placé en groupe frère de ce dernier genre. Diego Pol et ses collègues en 2014, le placent comme le plus basal des Ziphosuchia, un clade de Notosuchia.